# Denis Pack
Denis Pack (c. 1772 - 1823) est un officier militaire anglo-irlandais pendant les guerres napoléoniennes. 

## Biographie
Descendant de Sir Christopher Packe (en), il est le fils du très révérend Thomas Pack, doyen d'Ossory dans l'est de l'Irlande et de Catherine, fille et héritière de Denis Sullivan de Berehaven, Irlande. Sa tombe se trouve dans la cathédrale Saint-Canice à Kilkenny, en Irlande, près du château de Kilkenny. 

## Carrière militaire
Il sert en Flandre en 1794, puis lors de l'Expédition de Quiberon de 1795, et en Irlande lors de la répression de la Rébellion irlandaise de 1798. 
Il commande le 71st Foot lors de la prise du cap de Bonne-Espérance en 1806. 
Son régiment est incorporé aux forces du général William Beresford lorsqu'il dirige la première invasion anglaise à Buenos Aires en juin de la même année. Leur régiment fournit plus de la moitié des troupes d'invasion, et avec eux Beresford a occupé Buenos Aires sans plus de résistance. 
Cependant, dans la deuxième semaine d'août 1806, Santiago de Liniers, commence l'un des événements les plus importants de l'histoire argentine, reprenant la ville et battant les Anglais. Ses officiers et ses troupes ont été faits prisonniers et internés dans différentes localités de la vice-royauté du Rio de la Plata. 
Le général Beresford, avec le colonel Pack, est logé dans la villa de Luján. Les deux soldats ont fui plus tard à Montevideo, aidés par des indépendantistes locaux. Une fois à Montevideo, Pack rejoint la division du général Robert Craufurd pour rejoindre la deuxième invasion à Buenos Aires, bien qu'il ait prêté serment de ne jamais prendre les armes contre l'Espagne. Pack a violé son serment, prenant une part active à l'occupation de Colonia del Sacramento, ce qui a fait échouer l'attaque du colonel Francisco Javier de Elío. 
Il accompagne Craufurd dans la bataille de Corrales de Miserere et dans l'attaque de la ville de Buenos Aires. Il occupe avec les hommes à son commandement l'église de Saint-Domingue, où la résistance locale le force à se reposer. Mais, malgré ses efforts, il est dépassé par la ténacité de l'attaque des régiments de Buenos Aires. Il tente d'abandonner sa position et la ville, mais les forces de Buenos Aires se sont rassemblées autour de lui et il doit finalement se rendre. 
Les gens cherchaient Pack pour l'exécuter pour parjure, mais les frères dominicains l'ont protégé jusqu'à ce qu'il soit livré au général John Whitelocke, au début de la retraite anglaise. 
En 1806, il participe à la Guerre d'indépendance espagnole et à l'Expédition de Walcheren en 1809. 
Pendant la Guerre d'indépendance espagnole, il est présent dans les batailles de Roliça, Vimiero, La Corogne, Busaco, Ciudad Rodrigo, Salamanque, Vittoria, les Pyrénées, Nivelle, Nive, Orthez et Toulouse. Sa médaille d'or péninsulaire comptait sept fermoirs. 
Il est promu major-général en 1813 et commande (1810-1814) la brigade de Porto de l'armée portugaise en Espagne. Il est fait Chevalier Commandeur de l'Ordre du Bain en 1815 et commande la 9e Brigade de Thomas Picton et la 5e Division lors de la bataille de Waterloo. Il est devenu lieutenant-gouverneur de Plymouth et officier général commandant le district ouest en 1819. 